# DDR-Fußballmeisterschaft der Junioren 1954
Die DDR-Fußballmeisterschaft der Junioren 1954 war die 5. Auflage dieses Wettbewerbes, der von der Sektion Fußball (DDR) durchgeführt wurde. Der Wettbewerb begann am 16. Mai 1954 mit der Vorrunde und endete am 28. Juni 1954 mit dem Titelgewinn der BSG Stahl Helbra, die im Finale gegen die BSG Wismut Neuwürschnitz gewann.

## Teilnehmende Mannschaften
An der DDR-Fußballmeisterschaft der Junioren (A-Jugend) für die Altersklasse (AK) 17/18 nahmen die Bezirksmeister der 14 Bezirke auf dem Gebiet der DDR sowie der Meister und Vizemeister aus Ost-Berlin teil. Spielberechtigt waren Spieler bis zum 18. Lebensjahr (Stichtag: 1. August 1935).
Folgende Mannschaften qualifizierten sich für die DDR-Fußballmeisterschaft der Junioren:
| - Bezirk Rostock BSG Motor Rostock - Bezirk Schwerin BSG Einheit Schwerin - Bezirk Neubrandenburg BSG Turbine Neubrandenburg - Bezirk Potsdam BSG Empor Neuruppin - Ost-Berlin Adlershofer BC Blau-Weiß Weißensee (Vizemeister) | - Bezirk Frankfurt (Oder) BSG Motor Eberswalde - Bezirk Magdeburg BSG Einheit Burg - Bezirk Halle BSG Stahl Helbra - Bezirk Leipzig BSG Lokomotive Ost Leipzig - Bezirk Cottbus BSG Fortschritt Forst | - Bezirk Dresden BSG Einheit Bischofswerda - Bezirk Karl-Marx-Stadt BSG Wismut Neuwürschnitz - Bezirk Erfurt BSG Turbine Erfurt - Bezirk Gera BSG Motor Neustadt (Orla) - Bezirk Suhl BSG Motor Steinach |

## Modus
In der Vorrunde wurde in vier Staffeln zu je vier Mannschaften gespielt. In diesen wurde nach dem Modus „Jeder gegen Jeden“ in einer einfachen Runde gespielt. Die vier Staffelsieger ermittelten ab dem Halbfinale im K.-o.-System den DDR-Fußballmeister der Junioren.

## Vorrunde

### Staffel 1
Spiele
| Datum                 |                          | Ergebnis |                          |
| --------------------- | ------------------------ | -------- | ------------------------ |
| So 16. Mai, 14:00 Uhr | BSG Motor Eberswalde     | 5:1      | Blau-Weiß Weißensee      |
| So 16. Mai, 14:00 Uhr | BSG Einheit Schwerin     | 0:1      | BSG Wismut Neuwürschnitz |
| So 23. Mai, 14:00 Uhr | BSG Einheit Schwerin     | 1:5      | BSG Motor Eberswalde     |
| So 23. Mai, 14:00 Uhr | BSG Wismut Neuwürschnitz | 0:0      | Blau-Weiß Weißensee      |
| So 30. Mai, 14:00 Uhr | Blau-Weiß Weißensee      | 2:5      | BSG Einheit Schwerin     |
| So 30. Mai, 14:00 Uhr | BSG Motor Eberswalde     | 0:2      | BSG Wismut Neuwürschnitz |

Abschlusstabelle
| Pl. | Mannschaft               | Sp. | S | U | N | Tore    | Quote | Punkte |
| --- | ------------------------ | --- | - | - | - | ------- | ----- | ------ |
| 1.  | BSG Wismut Neuwürschnitz | 3   | 2 | 1 | 0 | 003:000 | ∞     | 05:10  |
| 2.  | BSG Motor Eberswalde     | 3   | 2 | 0 | 1 | 010:400 | 2,50  | 04:20  |
| 3.  | BSG Einheit Schwerin     | 3   | 1 | 0 | 2 | 006:800 | 0,75  | 02:40  |
| 4.  | Blau-Weiß Weißensee      | 3   | 0 | 1 | 2 | 003:100 | 0,30  | 01:50  |

### Staffel 2
Spiele
| Datum                 |                           | Ergebnis |                           |
| --------------------- | ------------------------- | -------- | ------------------------- |
| So 16. Mai, 14:00 Uhr | BSG Motor Rostock         | 0:0      | Adlershofer BC            |
| So 16. Mai, 14:00 Uhr | BSG Einheit Burg          | 3:2      | BSG Motor Neustadt (Orla) |
| So 23. Mai, 14:00 Uhr | BSG Motor Neustadt (Orla) | 0:1      | BSG Motor Rostock         |
| So 23. Mai, 14:00 Uhr | Adlershofer BC            | 7:0      | BSG Einheit Burg          |
| So 30. Mai, 14:00 Uhr | Adlershofer BC            | 3:0      | BSG Motor Neustadt (Orla) |
| So 30. Mai, 14:00 Uhr | BSG Motor Rostock         | 6:1      | BSG Einheit Burg          |

Abschlusstabelle
| Pl. | Mannschaft                | Sp. | S | U | N | Tore    | Quote | Punkte |
| --- | ------------------------- | --- | - | - | - | ------- | ----- | ------ |
| 1.  | Adlershofer BC            | 3   | 2 | 1 | 0 | 010:000 | ∞     | 05:10  |
| 2.  | BSG Motor Rostock         | 3   | 2 | 1 | 0 | 007:100 | 7,00  | 05:10  |
| 3.  | BSG Einheit Burg          | 3   | 1 | 0 | 2 | 004:150 | 0,27  | 02:40  |
| 4.  | BSG Motor Neustadt (Orla) | 3   | 0 | 0 | 3 | 002:700 | 0,29  | 0:60   |

### Staffel 3
Spiele
| Datum                 |                            | Ergebnis |                            |
| --------------------- | -------------------------- | -------- | -------------------------- |
| So 16. Mai, 10:30 Uhr | BSG Einheit Bischofswerda  | 1:4      | BSG Stahl Helbra           |
| So 16. Mai, 14:00 Uhr | BSG Turbine Neubrandenburg | 0:3      | BSG Turbine Erfurt         |
| So 23. Mai, 14:00 Uhr | BSG Stahl Helbra           | 6:1      | BSG Turbine Neubrandenburg |
| So 23. Mai, 14:00 Uhr | BSG Turbine Erfurt         | 3:2      | BSG Einheit Bischofswerda  |
| So 30. Mai, 14:00 Uhr | BSG Turbine Erfurt         | 3:5      | BSG Stahl Helbra           |
| So 30. Mai, 14:00 Uhr | BSG Einheit Bischofswerda  | 4:4      | BSG Turbine Neubrandenburg |

Abschlusstabelle
| Pl. | Mannschaft                 | Sp. | S | U | N | Tore    | Quote | Punkte |
| --- | -------------------------- | --- | - | - | - | ------- | ----- | ------ |
| 1.  | BSG Stahl Helbra           | 3   | 3 | 0 | 0 | 015:500 | 3,00  | 06:0   |
| 2.  | BSG Turbine Erfurt         | 3   | 2 | 0 | 1 | 009:700 | 1,29  | 04:20  |
| 3.  | BSG Einheit Bischofswerda  | 3   | 0 | 1 | 2 | 007:110 | 0,64  | 01:50  |
| 4.  | BSG Turbine Neubrandenburg | 3   | 0 | 1 | 2 | 005:130 | 0,38  | 01:50  |

### Staffel 4
Spiele
| Datum                 |                            | Ergebnis |                            |
| --------------------- | -------------------------- | -------- | -------------------------- |
| So 16. Mai, 14:00 Uhr | BSG Empor Neuruppin        | 5:0      | BSG Fortschritt Forst      |
| So 16. Mai, 14:00 Uhr | BSG Motor Steinach         | 2:3      | BSG Lokomotive Ost Leipzig |
| So 23. Mai, 14:00 Uhr | BSG Motor Steinach         | 8:2      | BSG Empor Neuruppin        |
| So 23. Mai, 14:00 Uhr | BSG Lokomotive Ost Leipzig | 4:1      | BSG Fortschritt Forst      |
| So 30. Mai, 14:00 Uhr | BSG Fortschritt Forst      | 4:3      | BSG Motor Steinach         |
| So 30. Mai, 14:00 Uhr | BSG Empor Neuruppin        | 3:2      | BSG Lokomotive Ost Leipzig |

Abschlusstabelle
| Pl. | Mannschaft                 | Sp. | S | U | N | Tore    | Quote | Punkte |
| --- | -------------------------- | --- | - | - | - | ------- | ----- | ------ |
| 1.  | BSG Lokomotive Ost Leipzig | 3   | 2 | 0 | 1 | 009:600 | 1,50  | 04:20  |
| 2.  | BSG Empor Neuruppin        | 3   | 2 | 0 | 1 | 010:100 | 1,00  | 04:20  |
| 3.  | BSG Motor Steinach         | 3   | 1 | 0 | 2 | 013:900 | 1,44  | 02:40  |
| 4.  | BSG Fortschritt Forst      | 3   | 1 | 0 | 2 | 005:120 | 0,42  | 02:40  |

## Halbfinale
| Datum                  |                          | Ergebnis |                            | Ort  |
| ---------------------- | ------------------------ | -------- | -------------------------- | ---- |
| So 13. Juni, 15:00 Uhr | Adlershofer BC           | 3:4      | BSG Stahl Helbra           | Burg |
| So 13. Juni, 14:00 Uhr | BSG Wismut Neuwürschnitz | 1:0      | BSG Lokomotive Ost Leipzig | Jena |

## Spiel um Platz 3
Das Spiel fand im Rostocker Ostseestadion statt.
| Datum                  |                | Ergebnis |                            |
| ---------------------- | -------------- | -------- | -------------------------- |
| Sa 27. Juni, 16:30 Uhr | Adlershofer BC | 1:2      | BSG Lokomotive Ost Leipzig |

## Finale
Das Finale fand als Vorspiel der Partie DDR-Nachwuchs gegen Vasas Győr statt.
| Paarung                  | BSG Stahl Helbra – BSG Wismut Neuwürschnitz |
| Ergebnis                 | 4:0 (2:0) |
| Datum                    | Sonntag, 28. Juni 1954 um 14:00 Uhr |
| Stadion                  | Ostseestadion, Rostock |
| Zuschauer                | 25.000 |
| Schiedsrichter           | Helmut Köhler (Leipzig) |
| Tore                     | 1:0 Bauerfeld (35.) 2:0 Otto (37.) 3:0 Bauerfeld (58.) 4:0 Otto (64.) |
| BSG Stahl Helbra         | Schwarz – Knobloch, Kliemke, Paul Tretschok – Bauer, Schulday – Breitenbach, Gerhard Leschek, Siegfried Otto, Klaus Bauerfeld, Rudolf Gebhardt Cheftrainer: Erich Blanke |
| BSG Wismut Neuwürschnitz | Werner – Gerd Freitag, Karl Schürer, Henry Ammon – Dietrich Selig, Roland Gräbner – Schade, Fischer, Grund, Reinhold, Hermann Selig Cheftrainer: Helmut Beckmann         |